# Schute (Schiffstyp)

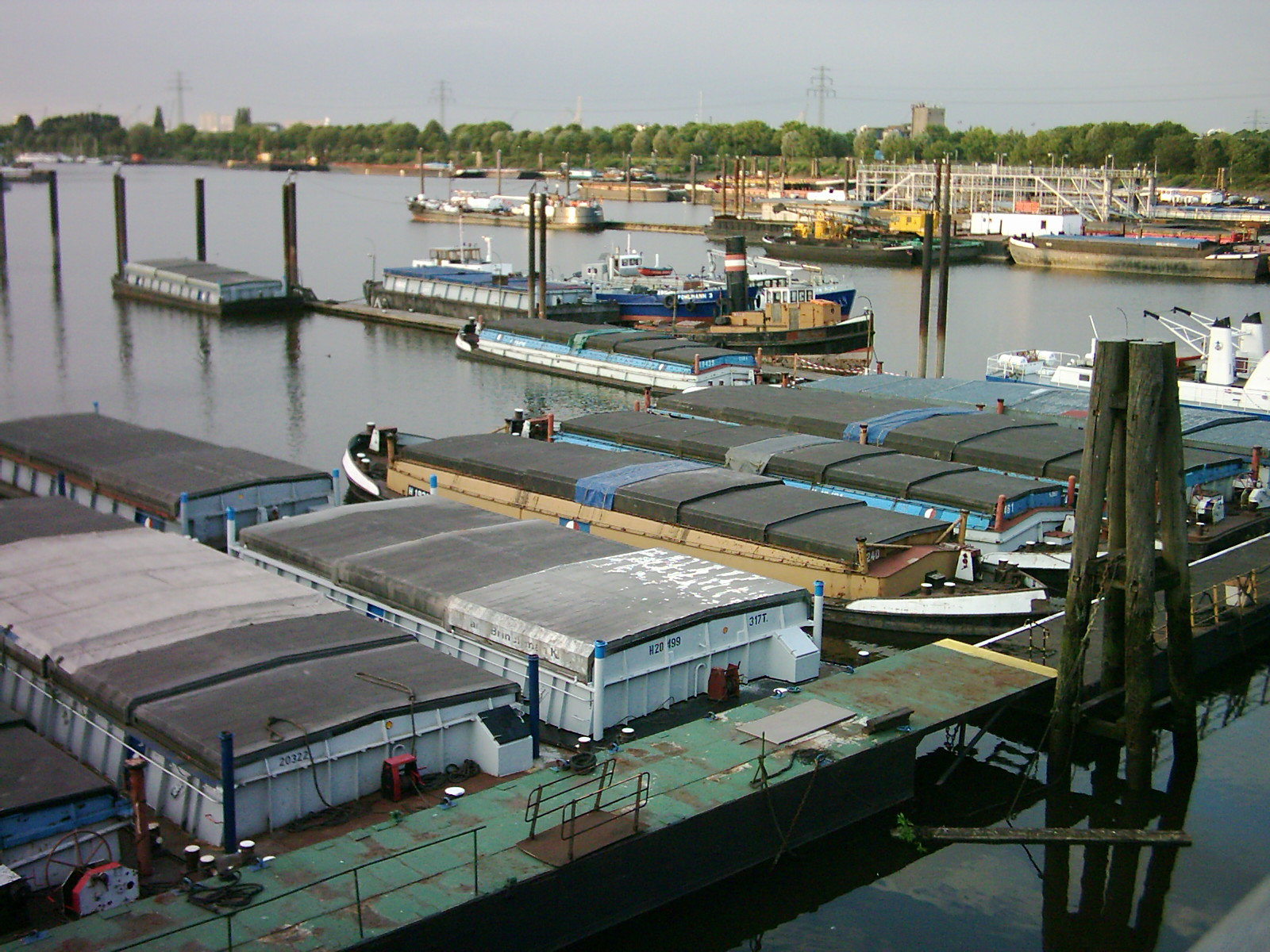
Schuten im Hamburger Hafen

Eine Schute ist ein Leichter, ein in der Regel antriebsloses Schiff, das dem Transport von Gütern dient.

## Nutzung
Oft wird die Ladung aus Seeschiffen in Schuten umgeladen, um sie damit weiter zu den Lagerhäusern im Hafengebiet oder im näheren Umland zu transportieren. Die antriebslosen Schuten werden dabei von Schleppern oder Barkassen gezogen.  Schuten werden oft auch an Baustellen oder in Kieskuhlen eingesetzt, um Kies oder Baumaterial zu transportieren. Klassische Frachtgüter sind insbesondere: Sand, Kies, Kohle, Schrott, Ölsaaten und Müll. Früher wurde auch Stückgut z. B. Kaffee in Säcken in den Häfen mit Schuten transportiert.
Werden antriebslose Schiffe zu Schubverbänden zusammengestellt und dienen dann in der Binnenschifffahrt für den Gütertransport, werden sie als Leichter bezeichnet.

## Klappschute
Im Bereich des Küstenschutzes werden Schuten mit nach unten aufklappbarem Boden – Klappschuten genannt – für die Verbringung von Sand und Entladung ohne weitere Hilfsmittel eingesetzt. In der Binnenschifffahrt ist die Klappschute ein übliches Transportmittel für die Verklappung von Baggergut aus den Flüssen und vor allem von Bergbaurückständen. Mitunter erfolgen Geschiebezugaben gegen eine Eintiefung der Flusssohle. Damit die Klappschute bei aufgeklapptem Boden schwimmfähig bleibt, hat sie einen doppelwandigen Rumpf.

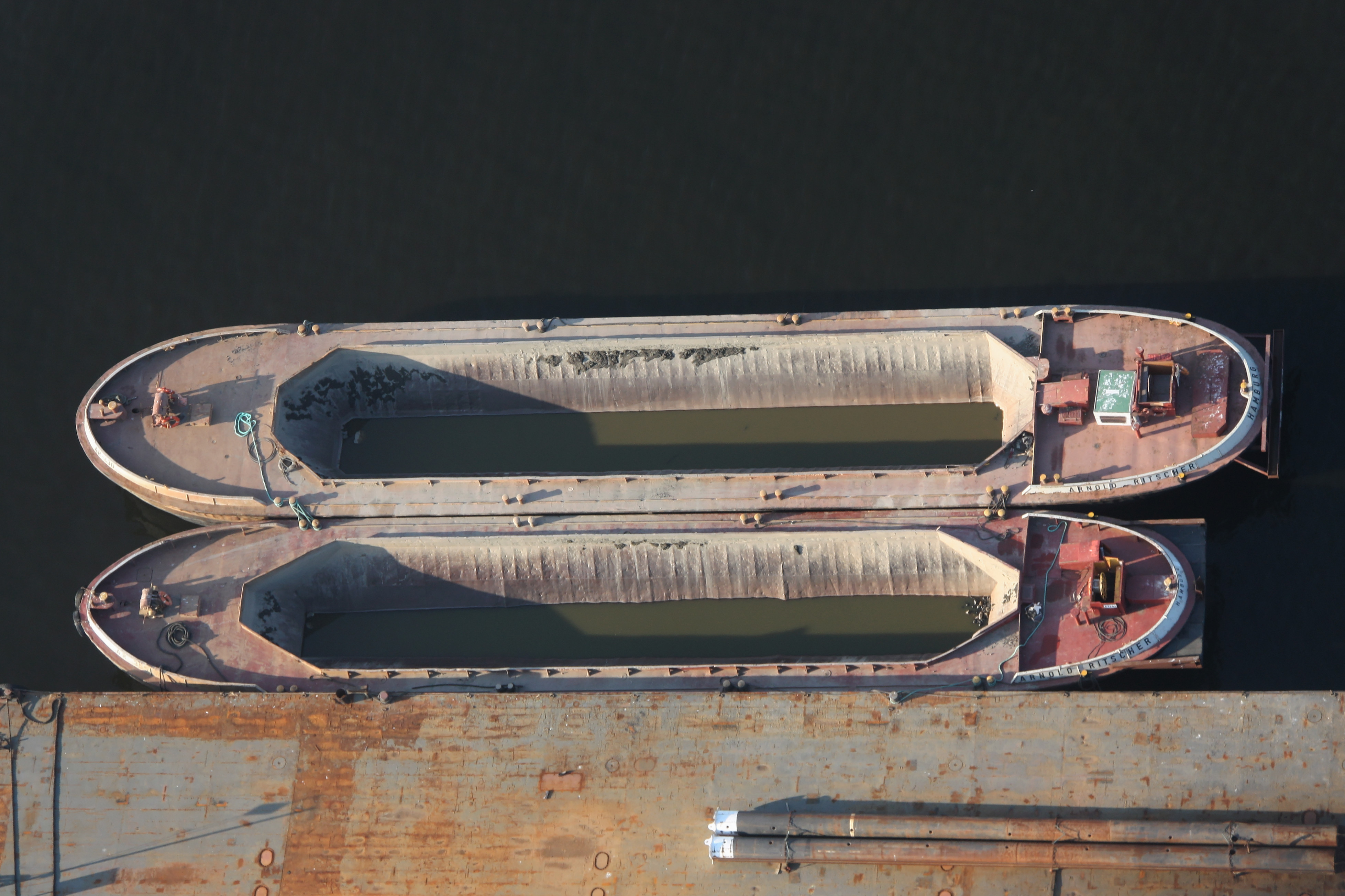
Schuten im Hamburger Ellerholzhafen
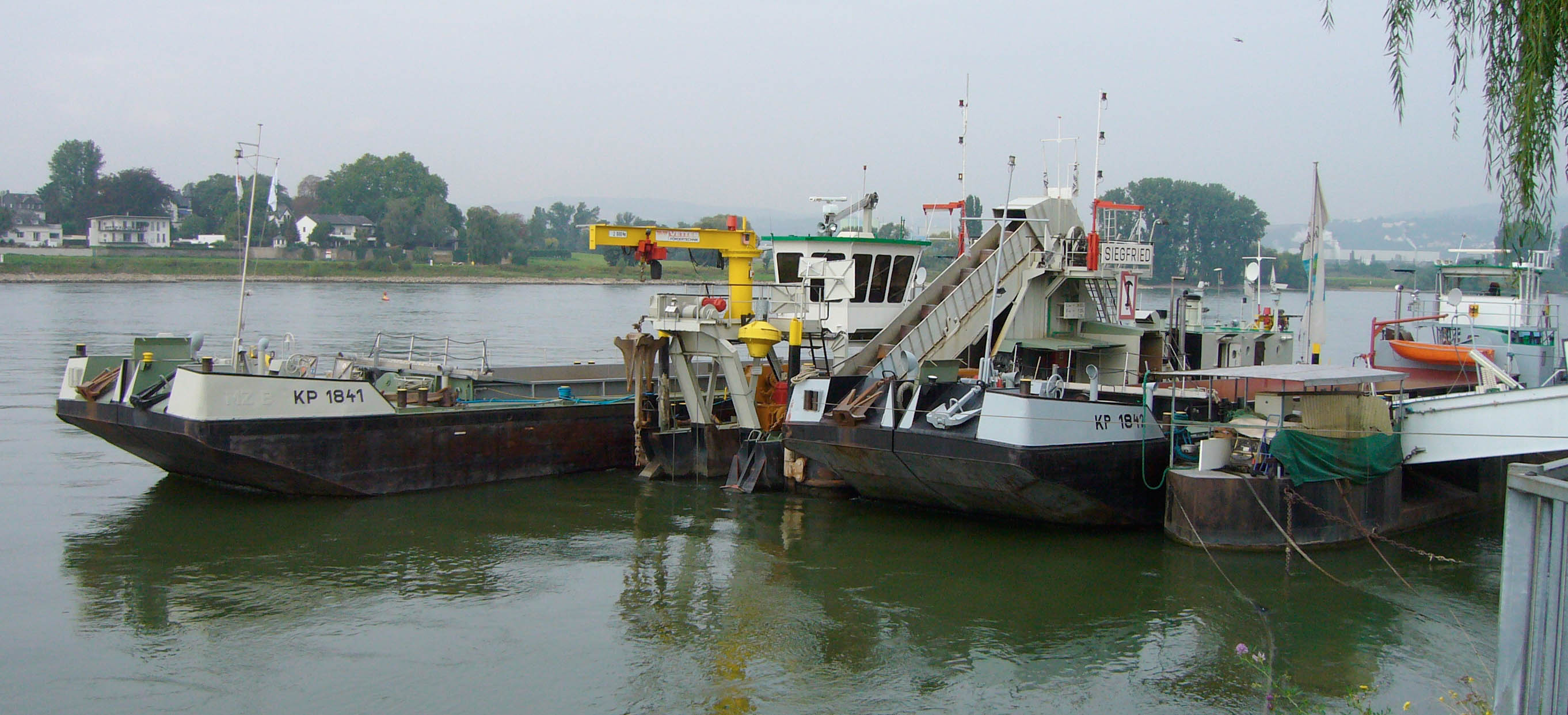
Selbstfahrende Klappschuten und Eimerkettenbagger
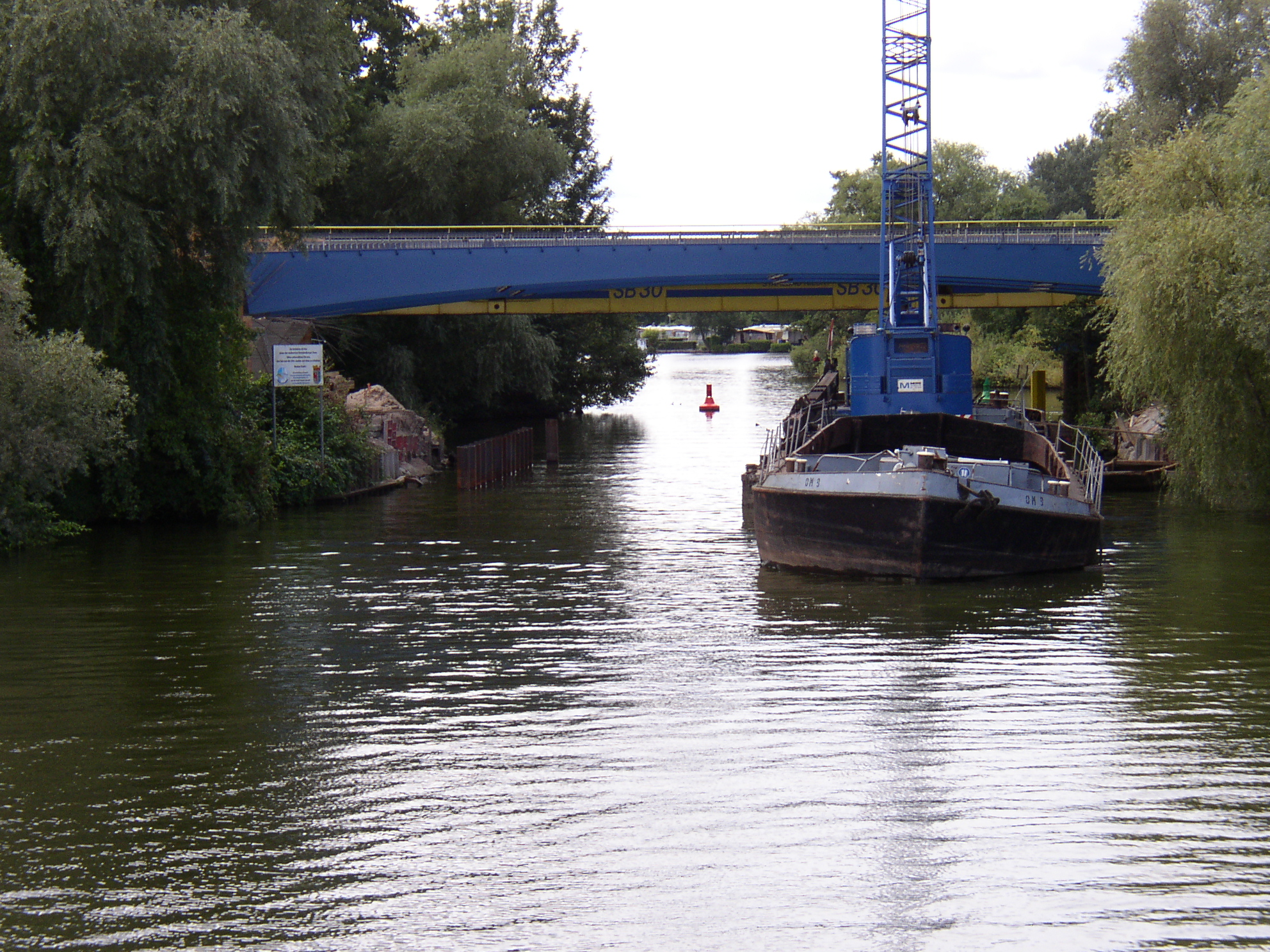
Bauschute mit Bagger in einer Brückenbaustelle
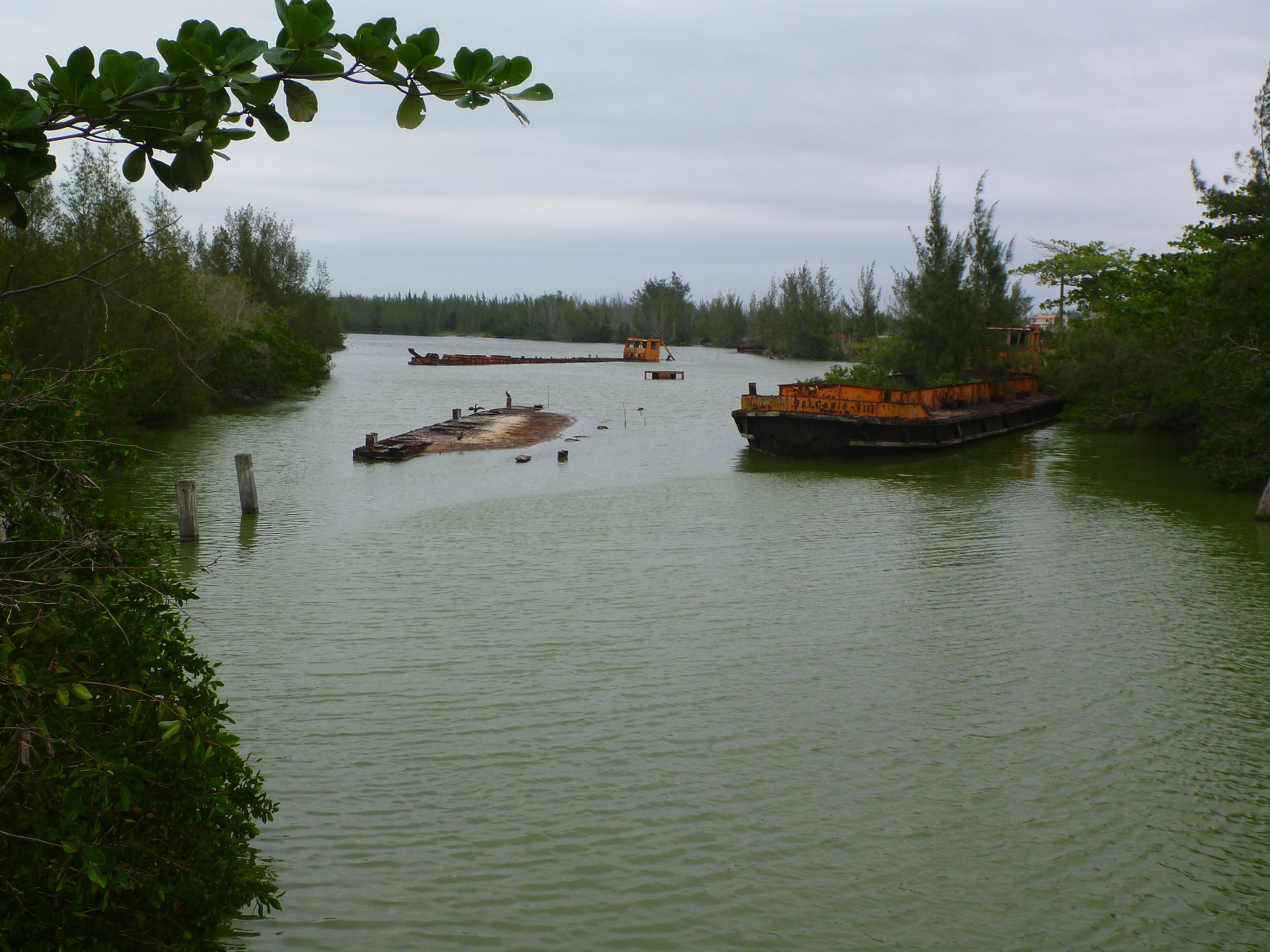
Schuten in einem Kanal nahe Arraial do Cabo in Brasilien

## Wort
Das niederdeutsche Wort Schute ist vor dem 13. Jahrhundert nachgewiesen. Die Herkunft ist unklar, der Duden vermutet sie wegen des ausladenden Vorstevens bei schießen, während das Etymologische Wörterbuch der deutschen Sprache diese Herleitung für unwahrscheinlich hält.